# Mi vida es mía
Mi vida es mía es una película estadounidense de 1981, del género drama, dirigida por John Badham. Protagonizada por Richard Dreyfuss, John Cassavetes, Christine Lahti, Bob Balaban, Kenneth McMillan y Kaki Hunter en los papeles principales. Basada en la obra de teatro homónima de Brian Clark.

## Argumento
Ken Harrison (Richard Dreyfuss) es un escultor que sufre un accidente de tráfico muy grave. Queda paralizado en todo el cuerpo, de manera que sólo puede hablar. En el hospital dispone de una pequeña zona aislada, y todos los que le atienden simpatizan con él ya que es amable y tiene sentido del humor a pesar de su trágica situación. Con el tiempo Harrison llega a la determinación de que quiere morir, debido a que su vida carece de sentido. Deberá enfrentarse a los tribunales, ya que sólo ellos pueden autorizar a los médicos a dejarle morir.